# Kapela Głośnośląska
Kapela Głośnośląska – polski zespół big beatowy, działający w latach 1969–1973 we Wrocławiu.

## Historia
Kapelę Głośnośląską założył w 1969 roku przy Politechnice Wrocławskiej Romuald Krieger z pomocą kierownika redakcji młodzieżowej Polskiego Radia Wrocław Adama Wielowieyskiego, który był pomysłodawcą nazwy, a także linii programowej i repertuarowej zespołu – w którego skład wchodzili: Romuald Krieger (lider; śpiew, gitara), Zbigniew Krieger (gitara), Jerzy Próżański (gitara), Lesław Stasiak (organy, klarnet, saksofon tenorowy), Jerzy Woroniecki (klarnet, saksofon tenorowy), Marek Piecha (perkusja) i wokaliści: Elżbieta Kordys i Roman Piotrowski. Kapela Głośnośląska powstała na bazie muzyków z harcerskiej grupy Kriegera ze Strzelina, działającej pod szyldem Czarne Stopy (1963–1969) i dopiero po dokooptowaniu dwóch saksofonistów tenorowych, zmieniła nazwę. Z zespołem współpracowali m.in. Ryszard Krawczyk, Wacław Koneczny i pianista Janusz Góralski. Formacja specjalizowała się w wykonywaniu big beatowych transkrypcji dolnośląskich melodii ludowych. Wykonywała także kompozycje R. Kriegera do tekstów Jerzego Księskiego. Zespół nagrywał w PR Wrocław i występował w Telewizji Polskiej (Turniej Miast w 1969, Telewizyjny Ekran Młodych w 1970). Audycja radiowa z udziałem Kapeli Głośnośląskiej pt. Z wizytą u babci Olejnikowej (ok. 60 emisji) przyniosła grupie popularność. Oparte na ludowej twórczości produkcje, miały legitymizować obecność polskiego folkloru na Ziemiach Odzyskanych i tym samym prawa Polaków do piastowskiego Wrocławia. W maju 1969 roku grupa zajęła I miejsce podczas Przeglądu Zespołów Folklorystycznych w Dzierżoniowie. Piosenka pt. Łąki, łąki kolorowe przez sześć tygodni prowadziła na wrocławskiej Liście Radiowych Przebojów pod nazwą Najlepsza piosenka to ta. Kolejny utwór z repertuaru Kapeli Głośnośląskiej, zatytułowany Żaglem pod wiatr do dzisiaj gości na radiowej antenie. W 1970 roku grupa przez trzy tygodnie występowała w NRD. Zespół został rozwiązany w 1973 roku. 30 października 2016 roku w trójkowej audycji radiowej Ze szpulowca bigbitowca wyemitowano utwór pt. Oj – chciałbym wiedzieć, co mnie spotka. Ponadto okazało się, że w archiwum nagraniowym PR Warszawa znaleziono dwie taśmy, będące kopiami nagrań zespołu z PR Wrocław i zawierające 20 utworów Kapeli Głośnośląskiej. 
Babcia Olejnikowa to nie jest jakiś wymysł – komentuje skandaliczne zachowanie redaktora trójkowej audycji Wacław Koneczny. - Ona istniała naprawdę - poznaliśmy ją osobiście. Odwiedziliśmy ją w jej domu we wsi o dość niezwykłej nazwie Białykał. Babcia Olejnikowa znała mnóstwo piosenek dolnośląskich, śpiewała nam wiele z nich i zostały one utrwalone na taśmie magnetofonowej a później Kapela Głośnośląska, wspólnie opracowywała je przerabiając na modny wtedy styl big beatowy. Mieliśmy też możliwość nagrania niektórych w Polskim Radiu Wrocław.
2 lutego 2020 roku w tej samej audycji wyemitowano drugą piosenkę Kapeli Głośnośląskiej, a mianowicie protest song pt. Słońce nie dla wszystkich, który odnaleziono w archiwum PR Wrocław.